# Dierikon
Dierikon é uma comuna da Suíça, no Cantão Lucerna. Em 2017 possuía 1.503 habitantes. Estende-se por uma área de 2,78 km², de densidade populacional de 540,6 hab/km². Confina com as seguintes comunas: Adligenswil, Buchrain, Ebikon, Root, Udligenswil.
A língua oficial nesta comuna é o Alemão.